# 奧氏剛果琴脂鯉
奧氏剛果琴脂鯉為輻鰭魚綱脂鯉目琴脂鯉亞目複齒脂鯉科的其中一種，為熱帶淡水魚，分布於非洲剛果民主共和國Tshuapa河流域，體長可達3.7公分，棲息在底中層水域，生活習性不明。

## 扩展阅读
維基物種上的相關：奧氏剛果琴脂鯉